# Kerticala
Kerticala is een bestuurslaag in het regentschap Indramayu van de provincie West-Java, Indonesië. Kerticala telt 3730 inwoners (volkstelling 2010).